# Gehsteigbelästigung
Gehsteigbelästigung ist in Deutschland ein politisches Schlagwort, das Protestaktionen von Abtreibungsgegnern vor Beratungsstellen, Krankenhäusern oder Arztpraxen bezeichnet, die Schwangerschaftskonfliktberatungen anbieten oder Schwangerschaftsabbrüche durchführen.

## Begriffsgeschichte
Der Begriff der „Gehsteigbelästigung“ wurde von Ulrike Lembke im Jahre 2017 vorgeschlagen, um den bis dahin verwendeten und als verharmlosend wahrgenommenen Begriff „Gehsteigberatung“ abzulösen.

## Problematik
Vor Beratungsstellen gibt es immer wieder Protestaktionen von Abtreibungsgegnern. Dabei wird mit Plakaten und kollektiven Aktionen gegen Schwangerschaftsabbrüche demonstriert und zu einer Fortsetzung der Schwangerschaft aufgerufen. Betroffene empfinden dies mitunter als belästigend und psychisch belastend.
Der Vorwurf von Gehsteigbelästigungen wird erhoben, wenn Menschen, die die Einrichtung betreten, persönlich in den Protest mit einbezogen und angesprochen werden, wenn auf sie eingeredet wird, sie beschimpft oder ihnen verstörende Bilder gezeigt werden. Aber auch die bloße Anwesenheit von Protestierenden ohne persönlichen Kontakt kann als belästigend empfunden werden, weil zwangsläufig an ihnen vorbeigegangen werden muss und dem Protest und der damit verbundenen moralischen Verurteilung nicht entgangen werden kann. Die Arbeit der Ärzte und des Personals wird dadurch erschwert, und Betroffene werden unter psychischen Druck gesetzt.
Schwangere, die eine Abtreibung durchführen möchten, sind gesetzlich verpflichtet, eine Schwangerschaftskonfliktberatung aufzusuchen. Gehsteigbelästigungen erschweren nach Meinung der Kritiker diesen Weg, weil Betroffene mit Vorwürfen und Beschuldigungen konfrontiert werden. Der Bundesverband Pro familia spricht in diesem Kontext von „Stigmatisierungen“ und „Demütigung“ der Ratsuchenden, der Weg zur Beratung werde zu einem „Spießrutenlauf“.
Bewegungen wie 40 Days for Life (deu. 40 Tage für das Leben) haben sich die Schließung beratender und durchführender Einrichtungen zum Ziel gemacht und sind in Deutschland unter anderem in Frankfurt, München oder Pforzheim aktiv. Sie berufen sich auf die Versammlungs- und Meinungsfreiheit. Außerdem würden sie nur friedlich protestieren, ohne belästigend oder blockierend aufzutreten.

## Rechtslage

### Einordnung vor 2024
Öffentliche Versammlungen unter freiem Himmel müssen der zuständigen Behörde vorher angemeldet werden. Die zuständige Behörde kann die Versammlung verbieten oder von bestimmten Auflagen abhängig machen, wenn die öffentliche Sicherheit oder Ordnung bei Durchführung der Versammlung unmittelbar gefährdet ist (siehe Versammlungsgesetze).
Das Hessische Ministerium des Innern und für Sport hat dazu eine Handreichung zur Lösung von Konflikten vor Schwangerschaftskonfliktberatungsstellen, Arztpraxen und Kliniken herausgegeben. In Frankfurt am Main wurde daraufhin Anfang 2020 ordnungsbehördlich verfügt, dass eine vierzigtägige „Gebetswache“ zwar außerhalb der Öffnungszeiten vor der betreffenden Beratungsstelle stattfinden dürfe, während der Öffnungszeiten aber nur außer Sicht- und Rufweite. Das Verwaltungsgericht Frankfurt am Main stellte im Dezember 2021 fest, dass diese Verfügung insoweit rechtswidrig gewesen sei, als darin die angemeldete Versammlung zeitlich und örtlich beschränkt werde. Das ohnedies nicht abschließend definierte allgemeine Persönlichkeitsrecht vermöge nicht, vor der Konfrontation mit einer Meinung zu schützen, die von schwangeren Frauen, die die Beratungsstelle während der Versammlungen aufsuchten, als Stigmatisierung und Anprangerung durch die Versammlungsteilnehmer empfunden werde. Für einen solchen Konfrontationsschutz vor nicht gewünschten anderen Ansichten bestehe in der vorgegebenen Rechtsordnung kein Raum. Im März 2022 entschied das Verwaltungsgericht entsprechend.
Der Hessische Verwaltungsgerichtshof bestätigte diese Entscheidung hinsichtlich der Rechtsmäßigkeit der Mahnwachen noch im gleichen Monat. Er hielt jedoch die räumliche Beschränkung der Versammlung ebenfalls für rechtmäßig. Ein Eingriff in das allgemeine Persönlichkeitsrecht der ratsuchenden schwangeren Frauen sei nur dann gegeben, wenn diese durch die Versammlung in eine unausweichliche Situation geraten, in der sie sich direkt und unmittelbar angesprochen sehen müssten. Ebenfalls zur Zulässigkeit von Mahnwachen nahe Schwangerschaftskonfliktberatungsstellen hat der Verwaltungsgerichtshof Baden-Württemberg im August 2022 entschieden. In Abwägung zwischen dem allgemeinen Persönlichkeitsrecht der schwangeren Frauen und der durch die Meinungs- und Religionsfreiheit unterstützten Versammlungsfreiheit der Demonstranten sei die Versammlung so lange zulässig, wie sie als sie „den die Beratungsstelle aufsuchenden Frauen nicht die eigene Meinung aufdrängt und zu einem physischen oder psychischen Spießrutenlauf für sie“ führe. Dies wäre dann der Fall, „wenn die die Beratungsstelle aufsuchenden Frauen durch die Versammlung in eine unausweichliche Situation geraten, in der sie sich direkt und unmittelbar angesprochen sehen müssen. Eine derartige unausweichliche Situation [sei] gegeben, wenn die Versammlung so nahe an dem Eingang der Beratungsstelle stattfände, dass die Versammlungsteilnehmer den Frauen direkt ins Gesicht sehen könnten und die Frauen dem Anblick der als vorwurfsvoll empfundenen Plakate sowie Parolen und dem Anhören der Gebete und Gesänge aus nächster Nähe ausgesetzt wären“.

### Gesetzesänderung
2021 beschloss die Ampelkoalition in ihrem Koalitionsvertrag, „wirksame gesetzliche Maßnahmen“ gegen „[s]ogenannte Gehsteigbelästigungen“ zu schaffen. So soll es sich zukünftig um eine Ordnungswidrigkeit handeln. Bundesfamilienministerin Lisa Paus begründete die geplante Neuerung damit, dass es nichts mit dem Demonstrationsrecht zu tun habe, wenn Frauen vor Einrichtungen belästigt werden würden. Das Kabinett Scholz beschloss am 24. Januar 2024 einen Gesetzentwurf. Nach diesem Entwurf sollen bestimmte Verhaltensweisen im Bereich von 100 Metern um den Eingangsbereich von Einrichtungen, die Schwangerschaftskonfliktberatungen oder Schwangerschaftsabbrüche anbieten, mit einem Bußgeld von bis zu 5000 Euro belegt werden. Am 5. Juli 2024 beschloss der Bundestag dem Gesetzesentwurf in der vom Ausschuss für Familie, Senioren, Frauen und Jugend geänderten Fassung. Der Bundesrat stimmte am 27. September 2024 zu. Die Gesetzesänderung trat am 13. November 2024 in Kraft.